# Acide mannuronique
L'acide mannuronique est un acide uronique monosaccharidique dérivé du mannose. Avec l'acide l-guluronique, l'acide d-mannuronique est un composant de l'acide alginique (ou alginate), un polysaccharide présent principalement dans les algues brunes. L'acide mannuronique est également incorporé dans certains polysaccharides capsulaires bactériens.